# Gemeines Kurzbüchsenmoos
Das Gemeine Kurzbüchsenmoos (Brachythecium rutabulum), auch Krückenförmiges Kurzbüchsenmoos, Kurzkapselmoos oder Kegelmoos genannt, ist ein häufiges Laubmoos, das bis in die Innenstädte vordringt.

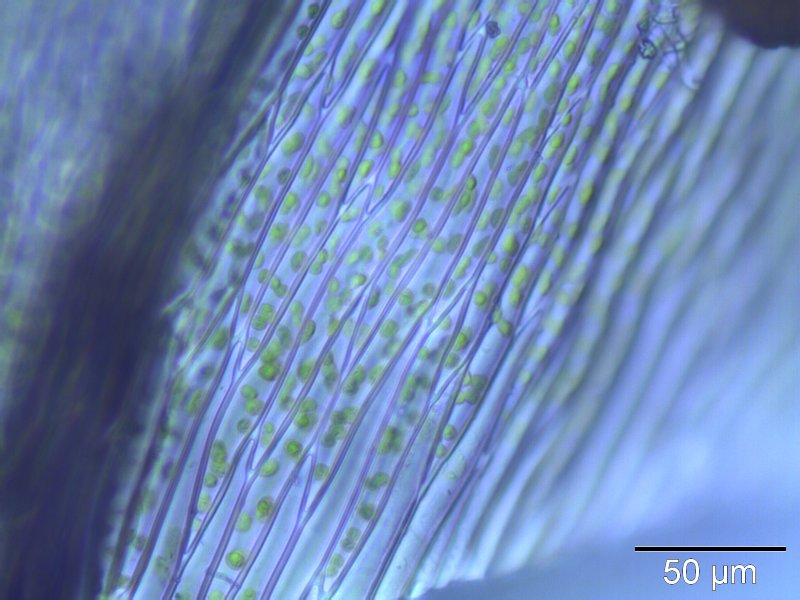
Laminazellen bei 400-facher Vergrößerung

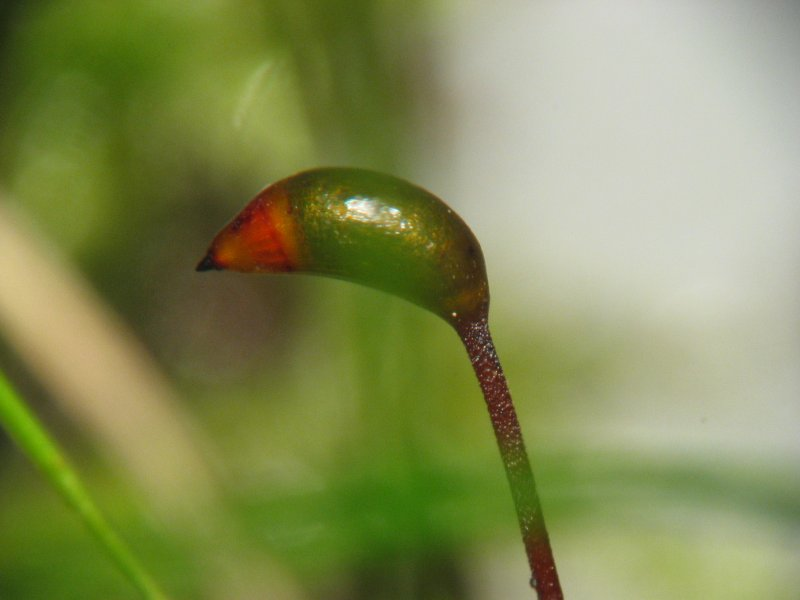
Sporogon bei 30-facher Vergrößerung

## Merkmale
Es bildet kräftige, unregelmäßig verzweigte Rasen aus meist zwischen 5 cm und 10 cm langen Stämmchen. Die Farbe kann zwischen grün, gelbgrün oder goldgrün schwanken.
Die Blättchen der Stämmchen sind breit eiförmig und in eine kurze scharfe Spitze ausgezogen. Der Blättchenrand ist fein gezähnelt. Am Grunde laufen zwei Blattflügel noch ein wenig das Stämmchen herab. Im Gegensatz zum ähnlichen Brachythecium rivulare sind die Zellen dieser Blattflügel meist nicht scharf von den Zellen der Blattspreite abgesetzt. Die Blattrippe ist sehr kräftig und endet über der Blattmitte. Die Blätter der Ästchen sind etwas schmaler und deutlicher gezähnelt, ansonsten aber ähnlich.
Das Moos fruchtet häufig. Die Kapsel ist kurz und schief zylindrisch. Die Seta ist warzig rau.
Insgesamt handelt es sich um ein sehr formenreiches und variables Moos.

## Vorkommen
Das Gemeine Kurzbüchsenmoos wächst auf Holz, Rinde, Gestein und auf offener wie bewachsener Erde. Es zieht nährstoffreiche Standorte vor.
Es ist fast kosmopolitisch. In Europa ist es überall und häufig zu finden. Man findet es sowohl in naturnahen Gebieten als auch in Innenstädten.